# تحكم لاخطي

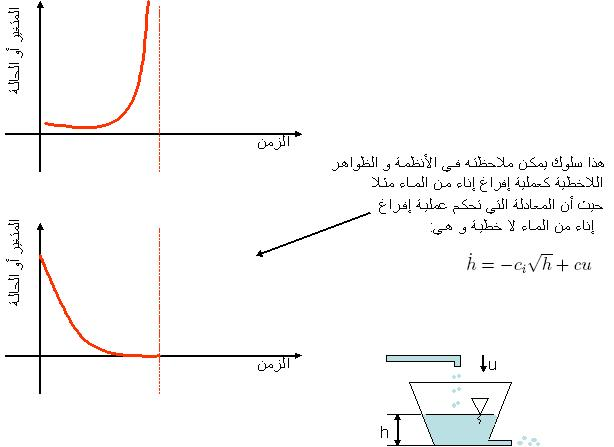

التحكم اللاخطي هو نظرية في مجال نظرية التحكم التي تتعامل مع النظم اللاخطية.

## خواصها
زمن عدم الاستقرار المنتهي ظاهرة لا تتمظهر إلا في النظم غير الخطية حيث يمكن لإشارة ما أن تتوق إلى ما لا نهاية في وقت منتهي في حين أنه في النظم الخطية والتي تكون غير مستقرة مثلا فإن الإشارة غير المستقرة لا تصبح غير متناهية إلا عندما يتوق الزمن نحو ما لا نهاية.